# Eutrichopoda pyrrhogaster
Eutrichopoda pyrrhogaster är en tvåvingeart som först beskrevs av Christian Rudolph Wilhelm Wiedemann 1830.  Eutrichopoda pyrrhogaster ingår i släktet Eutrichopoda och familjen parasitflugor. Inga underarter finns listade i Catalogue of Life.